# Фріц Калліпке
Фріц Калліпке (нім. Fritz Kallipke; 28 листопада 1909, Пройссіш-Голланд — 13 січня 1986) — німецький офіцер-підводник, оберлейтенант-цур-зее резерву крігсмаріне.

## Біографія
9 жовтня 1937 року вступив на флот. З липня 1941 року — командир човна 16-ї флотилії форпостенботів. З 1 березня по 15 вересня 1943 року пройшов курс підводника, з 16 вересня по 17 жовтня — курс командира підводного човна. 26 вересня 1943 року направлений на будівництво підводного човна U-397. З 20 листопада 1943 по 16 липня 1944 року — командир U-397, на якому здійснив 1 похід (8—24 червня 1944). У липні 1944 року направлений на будівництво U-2516. З 24 жовтня 1944 року — командир U-2516. 9 квітня 1945 року човен потоплено внаслідок британського авіанальоту. З 15 квітня 1945 року — командир U-2529. 9 травня 1945 року британські війська взяли його в полон. 2 листопада 1945 року звільнений.

## Звання
- Рекрут (9 жовтня 1937)
- Матрос-єфрейтор (30 січня 1940)
- Боцмансмат резерву (1 вересня 1940)
- Боцман резерву (1 березня 1941)
- Лейтенант-цур-зее резерву (1 грудня 1941)
- Оберлейтенант-цур-зее резерву (1 вересня 1943)

## Нагороди
- Залізний хрест
  - 2-го класу (1 липня 1940)
  - 1-го класу (1 квітня 1942)
- Нагрудний знак мінних тральщиків (6 грудня 1940)